# Westerberg (Bochum)

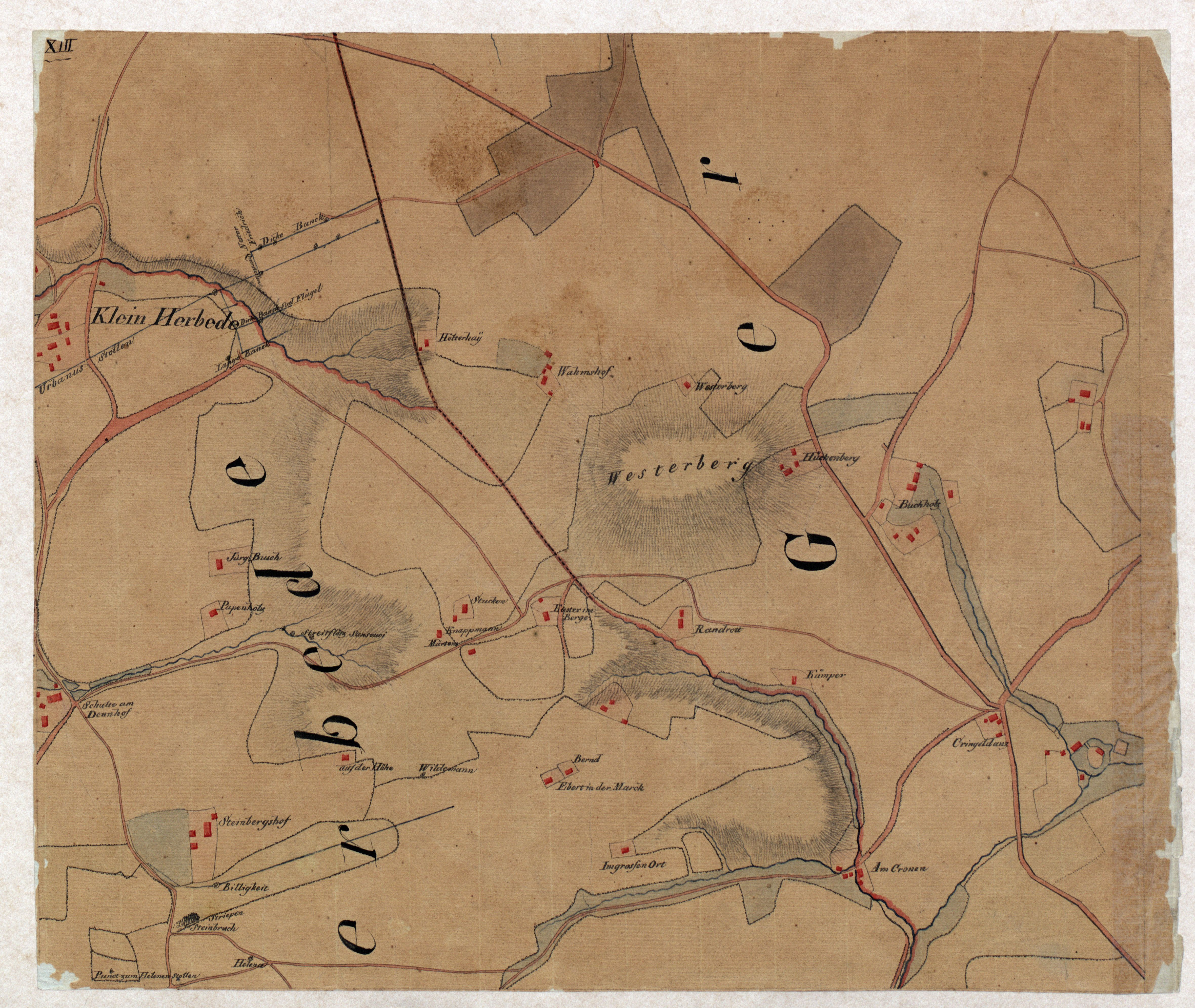
Klein Herbede, Westerberg, Papenholz 1792

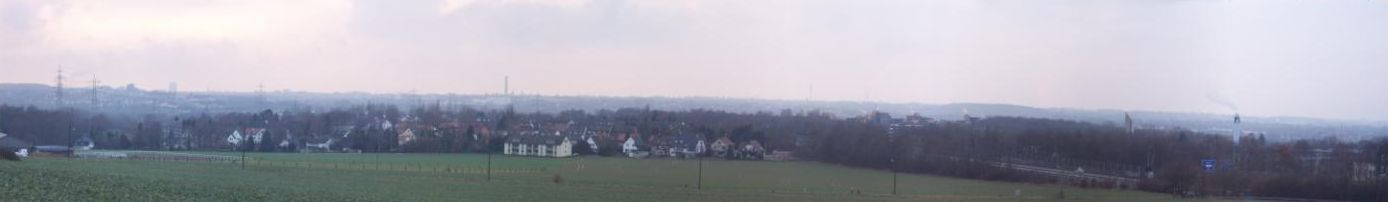
Blick vom Westerberg auf das südliche Bochum

Der Westerberg ist eine 154 m ü. NHN hohe Erhebung auf dem Gebiet des Viertels Kaltehardt im Bochumer Stadtteil Langendreer an der Stadtgrenze der Städte Witten und Bochum in Nordrhein-Westfalen. Beim Westerberg handelt es sich zusammen mit der Kaltehardt um einen nördlichen Ausläufer des Ardeygebirges. Sein höchster Punkt befindet sich im Bereich der Straße Am Honnengraben. Er liegt südlich der A 448. Er ist auf dem Kartenwerk von Niemeyer von 1792 abgebildet. Die Westerberg-Häuser entstanden nach 1945. Der Wasserturm ist heute nicht mehr vorhanden. Auf dem Westerberg stand ein Wetterschacht der Zeche Vereinigte Urbanus/Zeche Mansfeld. Auf dem Westerberg befand sich ein Volkspark.